# 5111 Jacliff
5111 Jacliff (1987 SE4) là một tiểu hành tinh vành đai chính được phát hiện ngày 29 tháng 9 năm 1987 bởi E. Bowell ở Flagstaff.